# Józef Kondrat

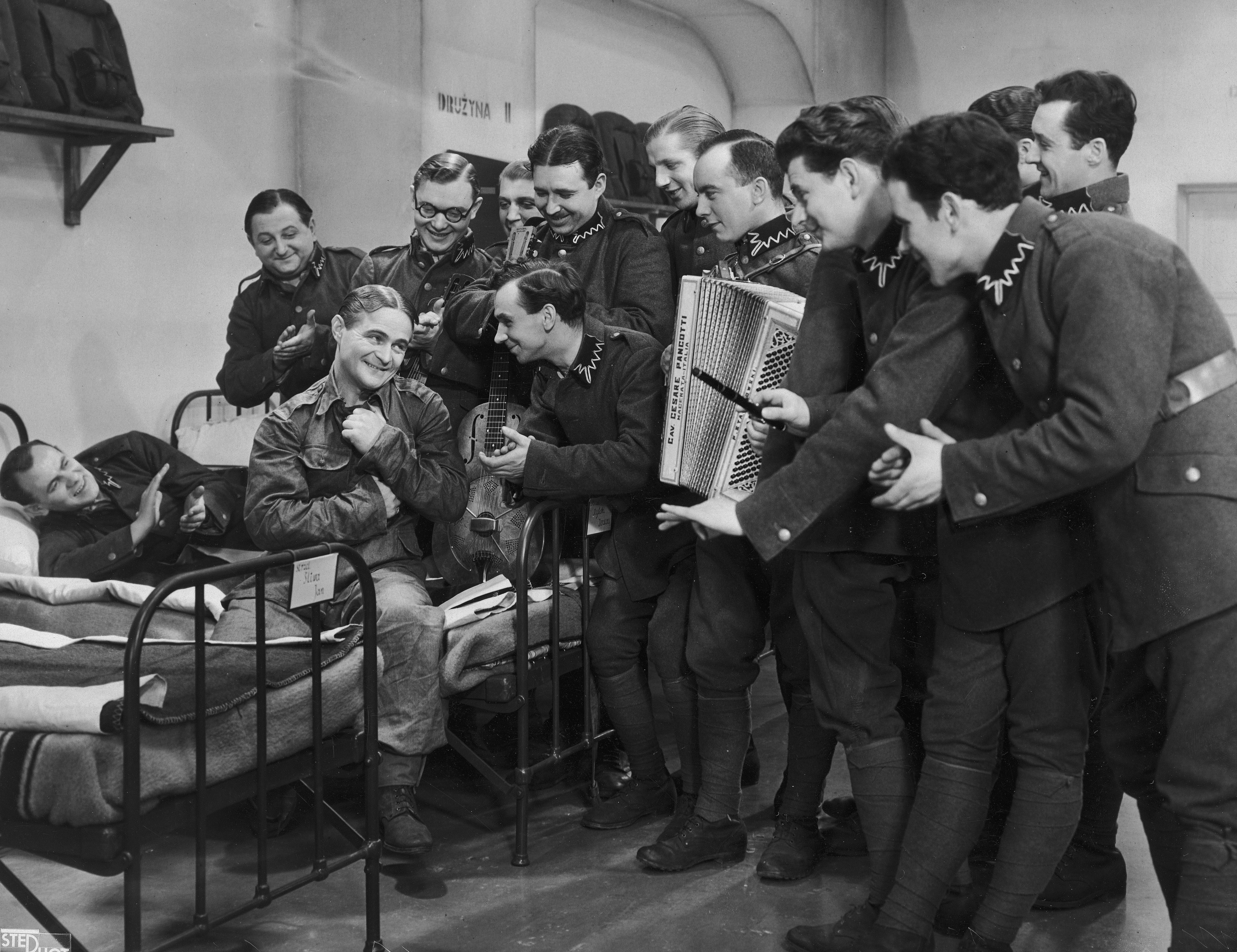
Adolf Dymsza i Józef Kondrat (po prawej) na planie filmu Parada rezerwistów (1934).

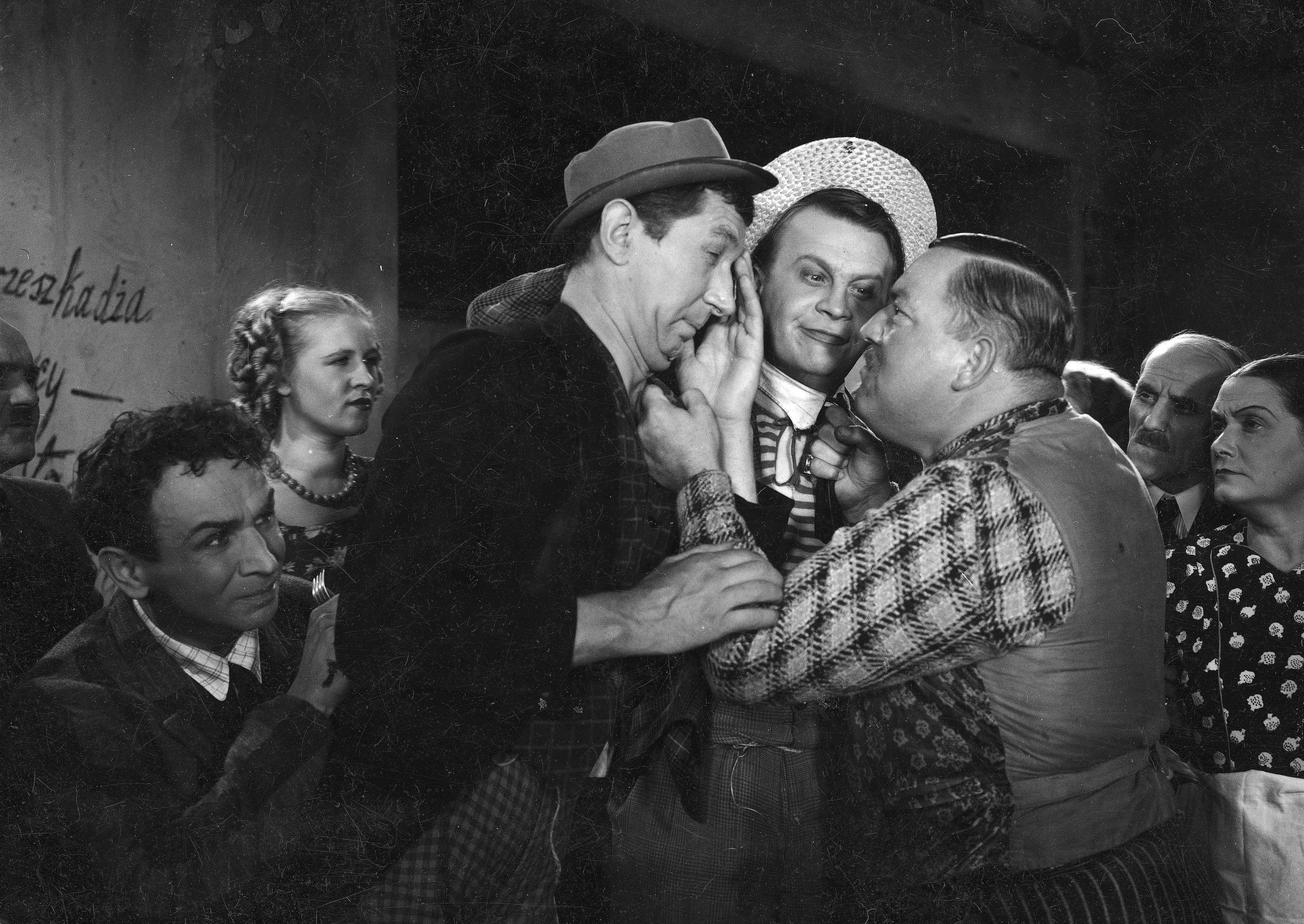
Kadr z filmu Trójka hultajska (1937). Na pierwszym planie od lewej: Józef Kondrat, Stanisław Woliński, Stanisław Sielański, Czesław Skonieczny.

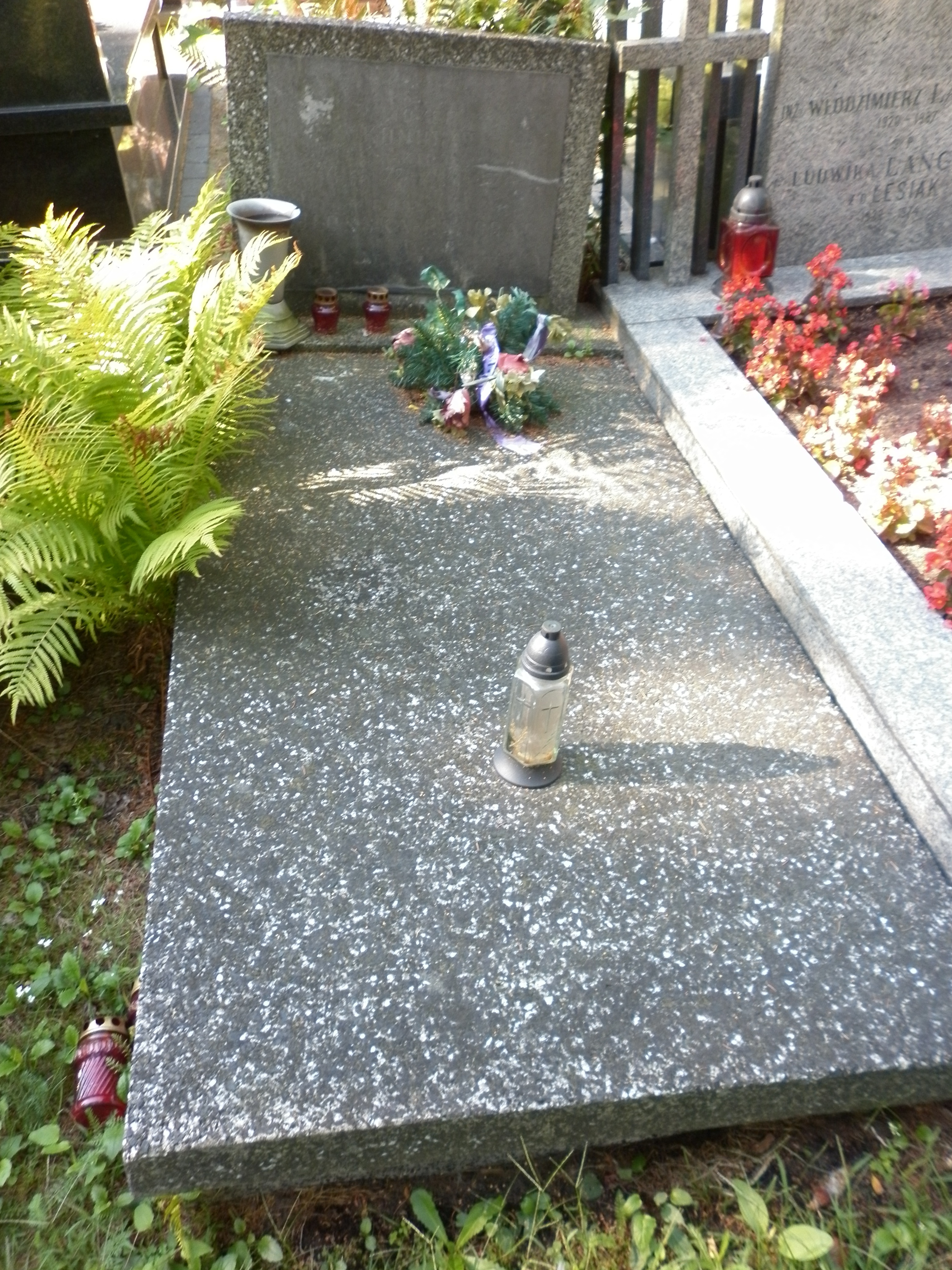
Grób Józefa Kondrata na cmentarzu Wojskowym na Powązkach

Józef Kondrat (ur. 3 marca 1902 w Przemyślu, zm. 4 sierpnia 1974 w Warszawie) – polski aktor filmowy i teatralny.

## Życiorys
Urodził się w rodzinie Ludwiki z Kaczmarów i Michała Kondrata. Młodszy brat Tadeusz był także aktorem. Ukończył gimnazjum w Przemyślu. W latach 1918–1921 odbywał służbę wojskową. W latach 1922–1923 występował i statystował w Przemyślu w amatorskich przedstawieniach pod egidą YMCA i Towarzystwa Dramatycznego Fredreum oraz w zespołach objazdowych Kazimierza Berońskiego i Jana Piątkowskiego. W 1924 roku we Lwowie złożył aktorski egzamin eksternistyczny. W latach 1924–1926 grał w Teatrze Wołyńskim w Łucku. Występował w zespołach pod kier. artystycznym Stanisławy Wysockiej: w sezonie 1926/27 w Teatrze Miejskim w Lublinie (także w objazdowym zespole Marii Szczęsnej i Stefana Michułowicza), a w latach 1927–1930 w Teatrze Polskim w Poznaniu. W sezonie 1930/31 i w 1932 należał do  Teatrów Miejskich we Lwowie. W 1931 występował w Warszawie w Teatrze Melodram pod kier. Leona Schillera. W latach 1932–1939 występował w warszawskich teatrach: Polskim i Małym. Równocześnie występował w teatrach rewiowych: Banda, Cyrulik Warszawski, Morskie Oko, Rex. W 1937 grał gościnnie w Teatrze Letnim. W 1933 roku zadebiutował w filmie Dwanaście krzeseł. 
W czasie okupacji niemieckiej, jesienią 1940 występował w warszawskiej kawiarni „Żak”, zagrał w niemieckim nazistowskim i antypolskim filmie propagandowym Heimkehr, za co skazany został przez władze podziemne na infamię. Potem, od kwietnia 1941 do lipca 1944 działał w polskim ruchu oporu. 
W sezonie 1944/45 grał w Teatrze Wojewódzkim w Białymstoku. Jesienią 1945 wykładał w Studiu Teatralnym przy Teatrze Ziemi Rzeszowskiej w Rzeszowie. W latach 1945–1947 występował w Teatrze Miejskim w Lublinie, w sezonie 1947/48 w Teatrze Polskim w Bydgoszczy. Od 1948 grał w warszawskich teatrach: Rozmaitości (1948–1950), Domu Wojska Polskiego (1950–1957), Narodowym (w sezonie 1956/57), Współczesnym (1957–1968). W sezonie 1964/65 grał gościnnie w Teatrze Komedia. Od 1968 do przejścia na emeryturę w 1971 był w zespole Teatru Ludowego. Od 1951 występował w słuchowiskach Teatru Polskiego Radia.
W 1970 otrzymał Krzyż Kawalerski Orderu Odrodzenia Polski.
Był mężem aktorki i reżyserki Gustawy Błońskiej (1898–1973), bratem aktora Tadeusza Kondrata.
Zmarł w Warszawie, pochowany na cmentarzu Wojskowym na Powązkach (kwatera C23-3-7).

## Filmografia[6]

### Film
- 1933 – Dwanaście krzeseł – taksówkarz
- 1933 – Dzieje grzechu
- 1933 – Każdemu wolno kochać – widz w teatrze
- 1933 – Zabawka
- 1934 – Parada rezerwistów – szeregowy
- 1935 – Antek policmajster – Felek
- 1935 – Kochaj tylko mnie – posłaniec
- 1936 – Fredek uszczęśliwia świat – Józef Bomba
- 1936 – Jego wielka miłość – cwaniak w knajpie
- 1936 – Pan Twardowski – żebrak
- 1937 – Dyplomatyczna żona – sekretarz dyrektora Krupka
- 1937 – Trójka hultajska – czeladnik stolarski Wiórek
- 1938 – Królowa przedmieścia – Kajetan
- 1938 – Strachy – ojciec Teresy
- 1939/1946 – Czarne diamenty – Gustlik, brat Teresy
- 1941 – Heimkehr
- 1953 – Sprawa do załatwienia – buchalter, pasażer wagonu sypialnego
- 1954 – Uczta Baltazara Kienzel, były dyrektor fabryki Lewarta
- 1957 – Król Maciuś I – minister oświaty
- 1958 – Pożegnania – „Mistrz” w lokalu
- 1961 – Komedianty – Werner
- 1962 – Dom bez okien Szarlit, dyrektor cyrku
- 1962 – Rodzina Milcarków – generał le Ronde
- 1962 – Bokser i śmierć – Vezlak; prod.: Czechosłowacja
- 1963 – Weekendy – malarz
- 1964 – Przerwany lot – ojciec
- 1965 – Wystrzał – lekarz
- 1967 – Ojciec – homoseksualista
- 1968 – Wniebowstąpienie – profesor Karol Goldstein, ojciec Sebastiana
- 1970 – Epilog norymberski – obrońca
- 1970 – Pan Dodek – taksówkarz Felek
- 1971 – System – pacjent - aktor

### Teatr Tv
- 1959 – Pani Bovary – Leneux
- 1959 – Zawisza Czarny – Dziad
- 1960 – Bunt aniołów – Ogrodnik Nektariusz
- 1960 – Fantazjo
- 1960 – Jonatan i s-ka
- 1960 – Mężczyzna w damskim kapeluszu
- 1961 – Don Alvares albo niesforna w miłości kompanija
- 1961 – Historia fryzjera Vasco – Ojciec Trapu
- 1963 – Dzieje jednego pocisku – Stary robotnik
- 1963 – Kordian – Dozorca
- 1963 – Łaskawy chleb – Iwanow
- 1963 – Ostatni – Ksiądz
- 1963 – Romans Teresy Hennert – Pan Nutka
- 1964 – Przygoda florencka – Profesor Giordani
- 1965 – Ifigenia w Taurydzie – Arkas
- 1966 – Aszantka – Romowski
- 1966 – Jedna noc – Sędzia
- 1967 – Czapa czyli śmierć na raty – Skazaniec
- 1967 – Sztorm - Rajewicz
- 1967 – Tajemnicze zniknięcia aktora Bendy – Aktor
- 1969 – Epilog norymberski – Feldmarszałek Gert von Rundstedt
- 1971 – Będą was grzebać w zapachu jabłek